# Netanya
Netanya (en hebreo: נתניה‎; en árabe: نتانيا) es una ciudad perteneciente al Distrito Central de Israel, y capital de la llanura de Sharón que la rodea. Se encuentra a 30 km al norte de Tel Aviv y 56 km al sur de Haifa, entre el Arroyo Poleg y el Instituto Wingate en el sur y el arroyo Avichail en el norte. Netanya fue nombrada en honor a Nathan Straus, un prominente comerciante y filántropo judío-estadounidense a principios del siglo XX que fue copropietario de las grandes tiendas Macy's.
Sus 14 kilómetros de playa han hecho de la ciudad un popular centro turístico. La ciudad es conocida también por su gran población de olim. Un porcentaje significativo de la población de la ciudad consiste en inmigrantes de la antigua Unión Soviética, Francia y Etiopía, y la ciudad acoge a una población notablemente grande de inmigrantes de habla inglesa del Reino Unido, Estados Unidos, Canadá, Sudáfrica, Australia y Nueva Zelanda.
De acuerdo con la Oficina Central de Estadísticas de Israel (CBS), al final de 2017 la ciudad tenía una población de 214.102 habitantes, por lo que es la séptima ciudad más grande de Israel. Otras 150.000 personas viven en los consejos locales y regionales en los alrededores de Netanya, que sirve como centro regional para ellos. La alcaldesa de la ciudad es Miriam Feirberg.

## Historia
La ciudad fue fundada el 18 de febrero de 1929 por cultivadores de cítricos en tierras vírgenes adquiridas por la organización «Bnei Binyamin», que funcionó para fundar la ciudad.
Netaniá sufrió varios ataques bombardeos palestinos durante la Segunda Intifada, incluido el bombardeo del mercado de Netanya y, ese mismo mes, la masacre de Pésaj que causó la muerte de 29 personas. Tales ataques fueron citados como justificación para la construcción de la barrera israelí de Cisjordania en 2004, que ha demostrado ser eficaz para frenar los ataques suicidas.
La seguridad renovada en la ciudad ha contribuido al desarrollo de muchos barrios nuevos, como Ir Yamim o Agamim, ubicados al sur de la ciudad. Los sectores del turismo y bienes inmuebles en Netanya están aumentando claramente, atrayendo a turistas e inversores por su atractivo económico relativo, sus playas y su proximidad a la ciudad de Tel Aviv.

## Demografía
En 2017 Netanya tenía 214.101 habitantes. La densidad de población de la ciudad es de 7.115 habitantes por kilómetro cuadrado. Se espera que la población sea de alrededor de 320.000 en 2035. Según una encuesta realizada en 2001 por la CBS, el 99,9% de la población es judía u otras no árabes. Solo en 2001, la ciudad acogió a 1.546 inmigrantes. Ese mismo año había 78.800 hombres y 84.900 mujeres, con una población de la ciudad con 31.1% de 19 años o menos, 15.3% entre 20 y 29, 17.2% entre 30 y 44, 17.4% de 45 a 59, 4.2% de 60 a 64, y 14.9% de 65 años de edad o más.
Del origen de los residentes de Netanya, 63.800 proceden de Europa y América, 30.200 de África del Norte, 18.100 de Asia, 10.500 de Etiopía y 38.100 de Israel en 2008. Ese mismo año, 90.200 de los residentes de Netanya nacieron en Israel, mientras que 71.300 nacieron en el extranjero. Un número significativo de judíos etíopes en Israel se ha asentado en Netanya, con más de 10.500 residentes judíos etíopes en la ciudad. Netanya es también el centro de la comunidad judía persa de Israel.
En términos de religión, Netanya está compuesta aproximadamente por un 50% de judíos seculares.

## Idiomas
La ciudad tiene una alta densidad de población de habla rusa y francesa pero también español que como en todo el país y el mundo, está creciendo. [cita requerida]
En el año 2019 la Biblioteca Pública de Netanya fue pionera en el país por inaugurar el primer sector en español. La escritora e hispanista Elizeth Schluk es la ideóloga y gestora de este proyecto cultural, con el apoyo de las embajadas iberoamericanas. (www.bibliotecanetanya.info)
También organizó el primer. concurso nacional e internacional de relatos breves en español y ese libro se comercializa para recaudar fondos para esa gestión del español. [cita requerida]
En la ciudad los colegios imparten idiomas inglés, árabe y español. [cita requerida]

## Ciudades hermanadas
La ciudad de Netanya participa activamente en la iniciativa de hermanamiento con algunas ciudades de todo el mundo desde el año 1968. Estas colaboraciones oficiales tienen los objetivos concretos de aumentar y beneficiar la presencia de Netanya en el exterior y potenciar la imagen y el desarrollo de la ciudad. Durante estos años se produjeron las acciones necesarias para llegar al hermanamiento con las siguientes ciudades:
- Niza, Francia (1968)
- Gießen, Alemania (1978)
- Acapulco, Guerrero, México (10 de noviembre de 1980)[4]
- Dortmund, Alemania (1981)
- Gold Coast, Queensland, Australia (1987)
- Sarcelles, Francia (1988)
- Siófok, Hungría (1990)
- Nowy Sącz, Polonia (1994)
- Bournemouth, Reino Unido (1995)
- Stavanger, Noruega (1997)
- Como, Italia (2004)
- Iași, Rumania (2005)
- Sunny Isles Beach, Florida, Estados Unidos (2006)
- Cáceres, España (2010)[5]
- Gelendzhik, Rusia (2013)
- Poděbrady, República Checa (2014)
- San Petersburgo, Rusia (2017)[6]

## Acuerdos de Cooperación y Amistad
- Xiamen, China (2015)[7]